# Francesca Di Giovanni
Francesca Di Giovanni (Palermo, 24 de marzo de 1953) es una abogada italiana, actual subsecretaria de la Sección para los Estados de la Secretaría de Estado de la Santa Sede, desde enero de 2020.

## Biografía
Tras estudiar Derecho completó su formación como notaria. Posteriormente, trabajó en la administración del centro internacional del Movimiento de los Focolares.
El 15 de septiembre de 1993, comenzó a trabajar en la Secretaría de Estado de la Santa Sede, en el campo de las relaciones multilaterales. Su campo de actividad incluyó refugiados y migración, así como temas en las áreas de derechos humanos internacionales, comunicación, derecho privado, la posición de la mujer, derechos de autor y turismo.
El 15 de enero de 2020, fue designada por el Papa Francisco como Subsecretaria de Relaciones Multilaterales dentro de la Sección de Relaciones con los Estados de la Secretaría de Estado del Vaticano. Di Giovanni tiene encomendadas las relaciones de la Santa Sede con las instituciones intergubernamentales -Naciones Unidas (ONU) o la Unión Europea (UE)-, mientras que las relaciones bilaterales quedarán en manos del otro subsecretario, el sacerdote Mirosław Wachowski.